# Vernal
Vernal es el nombre de una ciudad, capital del condado de Uintah en el estado estadounidense de Utah, localizada a unos 50 km de la frontera con el estado de Colorado. En el año 2000 tenía una población de 7.714 habitantes. 

## Geografía
Vernal se encuentra ubicado en las coordenadas 40°27′17″N 109°32′08″O / 40.45472, -109.53556. Según la Oficina del Censo, la localidad tiene un área total de 11,9 km² (4,6 mi²), de la cual toda es tierra.

## Demografía
Según la Oficina del Censo en 2000, había 7.714 personas y 1997 familias residentes en el lugar, 94,52% de los cuales eran personas de raza blanca y 2,31% personas nativas de los Estados Unidos.
Según la Oficina del Censo en 2000 los ingresos medios por hogar en la localidad eran de $30,357, y los ingresos medios por familia eran $34,453. Los hombres tenían unos ingresos medios de $32,137 frente a los $20,938 para las mujeres. La renta per cápita para la localidad era de $13,497. Alrededor del 14.8% de la población estaban por debajo del umbral de pobreza.